# استغلال الأراضي في الصين

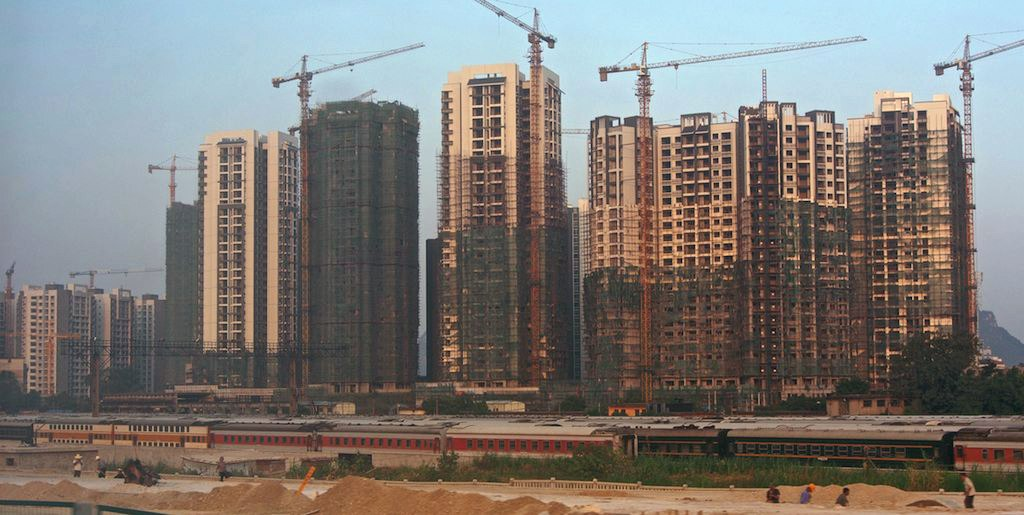

تشهد الصين تغيرات هائلة ناتجة عن استغلال الأراضي والتي لها تأثيرات على البيئة بسبب فترة غير مسبوقة من النمو الاقتصادي، مما دفع بالصين لتحوُّل من واحدة من أفقر دول العالم قبل 30 عامًا إلى ثاني أكبر اقتصاد في العالم اليوم. استنادًا إلى صعود تصنيفها قي التنمية الاقتصادية والنمو السكاني واستغلال الأراضي، ستشهد المناظر الطبيعية في الصين ضغوطًا كبيرة ومتزايدًا في المستقبل.

## التعمير
يبلغ عدد سكان الصين أربعة أضعاف سكان الولايات المتحدة، في نفس المساحة تقريبًا. مع 1.3 مليار نسمة، يعيش 20٪ من سكان العالم في الصين.  في حين أن معدل النمو السكاني كان يتناقص لعقود، فإن العدد الإجمالي للسكان ينمو ويتوقع أن يرتفع حتى عام 2030.  ينمو سكان الحضر في الصين بسرعة ؛ حيث أنه بين عامي 1950 و 2009 ، تضاعفت النسبة المئوية للسكان الذين يعيشون في المناطق الحضرية أربع مرات من 14٪ إلى 48٪.  من جهة أخرى، ينخفض عدد سكان الريف، مما يفتح المشهد على استغلال الأرض في المناطق الغير حضرية . تدعم الغابات والأراضي الزراعية في شرق الصين عددًا كبيرًا بكثير من الناس والمدن المركزية مما تفعله المراعي والصحاري والمناطق الجبلية العالية في الغرب. 

## الأراضي المزروعة
تقع الغالبية العظمى من الأراضي المزروعة الصينية في شرق الصين . تتم زراعة جميع الأراضي الصالحة للزراعة تقريبًا، والتي تبلغ مساحتها الإجمالية 122 مليون هكتار أو 13٪ من مساحة الدولة.  لضمان إنتاج الغذاء الكافي، حددت الحكومة حدًا أدنى أو «خطًا أحمر» بحد أدنى 120 مليون هكتار من الأراضي المزروعة.  يتطلب القانون الصيني أيضًا استبدال بالمقايضة وبالمثل (في كمية ونوعية الأراضي الزراعية التي يتم تحويلها إلى استخدامات أخرى). تعمل هذه السياسات، جنباً إلى جنب مع ضغوط التنمية وغيرها من استخدامات الأراضي، على تغيير موقع الأراضي الزراعية. يتم إنشاء بعض الأراضي الزراعية حديثًا من استخدامات أخرى مثل مناطق الغابات والأراضي العشبية والأراضي الرطبة بينما يتم تحويل الأراضي المزروعة الحالية إلى استخدامات أخرى مثل المناطق المبنية ومناطق الغابات والأراضي العشبية. 

## رعي الماشية
ينتشر رعي الماشية في جميع أنحاء الصين وربما يكون الاستغلال الأكثر شيوعًا لأراضي الرعي. الصين هي أكبر منتج للأغنام والماعز في العالم ورابع أكبر منتج للأبقار.  إن رعي الماشية هو المحرك الرئيسي لتدهور المراعي في الصين. وضعت الحكومة مجموعة متنوعة من البرامج لمكافحة التصحر ، والتي أبطأته إلى 3000 كيلومتر مربع في السنة. 

## استخدامات الغابات
منذ أواخر الخمسينات، شهدت غابات الصين عدة فترات من إزالة الغابات بشكل كبير، مما ساهم في الكوارث البيئية ذات الصلة مثل فيضان نهر اليانغتسي في عام 1998 . ورداً على ذلك، حاولت الحكومة المركزية استعادة الغطاء النباتي من خلال استثمار ما يزيد عن 1 تريليون يوان صيني في ستة برامج للحفاظ على الغابات، وأهمها برنامج بذور مقابل خضرة (1999-2016) وبرنامج حماية الغابات الطبيعية (1998-2020). تجمع هذه البرامج بين جهود التشجير (في المقام الأول في شمال الصين) وحظر أو قيود على حصاد الأخشاب من أجل استعادة الغطاء النباتي. كان الغطاء النباتي 20٪ في عام 2008 ؛ تهدف الحكومة المركزية إلى تحقيق غطاء نباتي بنسبة 23٪ بحلول عام 2020 ، و 26٪ بحلول عام 2050.  

## التعدين وتنمية الطاقة
الصين لديها واحدة من أكبر قطاعات التعدين في العالم وهي أكبر منتج للطاقة في العالم.  بل إن إنتاج الطاقة آخذ في الارتفاع، مما سيؤثر على التنوع البيولوجي حيث تقوم الصين بإنشاء المزيد من المناجم وآبار النفط والغاز والسدود ومحطات الطاقة الكهرومائية ومزارع الرياح وخطوط الأنابيب وغيرها من البنية التحتية. على وجه الخصوص، سيشهد غرب ووسط الصين زيادة في تطوير الطاقة لأنها تمتلك العديد من حقول النفط والغاز الغير مستغلة والغير مطورة، واحتياطيات الفحم ، ومناطق ذات إمكانات أعلى لإنتاج الرياح والطاقة الشمسية. 

## وسائل النقل
تقوم الصين بتوسيع شبكات الطرق والسكك الحديدية، وتستثمر 5 تريليون يوان لبناء 40 ألف كيلومتر من خطوط السكك الحديدية بحلول عام 2020.   تقع الغالبية العظمى من السكك القائمة والمخطط لها في شرق الصين. يعد بناء الطرق الثانوية أكثر تركيزًا في غرب الصين. تتوسع شبكة السكك الحديدية على الصعيد الوطني لربط معظم المدن بسكان لا يقل عن 200 ألف. 